# Heitor Annes Dias
Heitor Annes Dias (Cruz Alta, 19 de julho de 1884—Rio de Janeiro, 7 de novembro de 1943) foi um médico brasileiro.
Estudou no Colégio Conceição, em São Leopoldo (RS) e, em 1905, ingressou na Faculdade de Medicina de Porto Alegre. Pertenceu à Segunda turma de alunos diplomados por essa instituição, de onde saiu após defender a tese Ruídos musicais do coração, que o colocou entre os primeiros a estudar a influência das flutuações barométricas nas cardiopatias. Após conclusão do curso, foi nomeado catedrático de Medicina Legal e Toxicologia na mesma instituição em que se formou, depois de brilhante concurso - no qual ficou em primeiro lugar. Trabalhou na faculdade de 1908 até 1933.
Após lecionar Medicina Legal durante nove anos, viajou para a Europa, em 1917. Foi um dos membros fundadores do Sindicato Médico Rio-Grandense em 1931, onde fez parte do conselho deliberativo.
Em 1917, lecionou a mesma disciplina na Faculdade de Direito de Porto Alegre, assumindo de fato o cargo de professor em 1931. Paralelo à isso, entre 1923 e 1925, foi presidente da Sociedade de Medicina de Porto Alegre.
Entre 1919 e 1934, foi deputado à Constituinte, indo para o Rio de Janeiro, onde exerceu clínica, lecionou e escreveu os primeiros livros. Entre eles, publicou Diabetes (em colaboração, 1936), Lições de clínica médica (8v.) e Lições de metabologia clínica (3v.).
Após a Revolução Constitucionalista, em 1932, foi acusado de traição por líderes gaúchos exilados. Segundo as denúncias, Heitor Dias teria traído compromissos com os rebeldes paulistas, o que o tornaria culpado pela derrota do movimento. Integrou então o Tribunal de Honra, à convocação de José Antônio Flores da Cunha, interventor no Rio Grande do Sul, para se defender.
Em maio de 1933, se elegeu deputado à Assembléia Nacional Constituinte pelo Rio Grande do Sul. Em novembro do mesmo ano, foi para o Distrito Federal, na época o Rio de Janeiro, para iniciar o mandato. Durante sua atuação como deputado constituinte, realizou proposições contra o divórcio e sobre endemias rurais.
Ainda em 1933, instruiu clínica médica na Faculdade Nacional de Medicina.
Em outubro de 1934, é eleito deputado federal e passa a exercer o cargo em maio do ano seguinte. Atua nessa função de 1935 até novembro de 1937, quando o Estado Novo dissolve os órgãos legislativos do país. Foi transferido para a Universidade do Brasil em meados de 1934.
Entre 1941 e 1942, exerce o cargo de presidente da Sociedade de Gastroenterologia do Rio de Janeiro. Participou da oitava e nona edição do Congresso Brasileiro de Medicina. Além disso, participou do Congresso de Medicina em Buenos Aires e Montevidéu. Em Nice, na França, compareceu ao Congresso de Cosmobiologia.
É patrono do Instituto de Nutrição localizado no bairro de Botafogo, no Rio de Janeiro. Foi casado com Carolina de Revoredo Annes Dias e teve quatro filhos. Ainda foi membro honorário de Sociedades de Medicina do Rio de Janeiro, São Paulo, Buenos Aires, Berlim e Montevidéu.
Heitor Dias faleceu no Rio de Janeiro, no dia 7 de novembro de 1943.